# Élections générales portoricaines de 1964
Des élections générales se sont tenues à Porto Rico le 3 novembre 1964. 
Roberto Sánchez Vilella, du Parti populaire démocrate, a été élu gouverneur, tandis que le PPD a également remporté la majorité des voix aux élections à la Chambre des représentants. Le taux de participation était de 83,8%,.

## Résultats

### Gouverneur
| Candidat                      | Parti                             | Votes   | %     |
| ----------------------------- | --------------------------------- | ------- | ----- |
| Roberto Sánchez Vilella       | Parti populaire démocrate         | 492 531 | 59,20 |
| Luis A. Ferré                 | Parti d'État républicain          | 288 504 | 34,70 |
| Gilberto Concepción de Gracia | Parti indépendantiste portoricain | 50 416  | 6,10  |